# 2967 Vladisvyat
2967 Vladisvyat este un asteroid din centura principală, descoperit pe 19 septembrie 1977 de Nikolai Cernîh.